# فرودگاه کری
فرودگاه کری (به انگلیسی: Kerry Airport) (به زبان بومی: Aerfort Chiarraí) یک فرودگاه همگانی با کد یاتا KIR است که یک باند فرود آسفالت دارد و طول باند آن ۲۰۰۰ متر است. این فرودگاه در شهر کیلارنی کشور ایرلند قرار دارد و در ارتفاع ۳۴ متری از سطح دریا واقع شده است.

## شرکت‌های هواپیمایی و مقصدهای پروازی
The following airlines operate regular scheduled and charter flights to and from Kerry:
| شرکت‌های هواپیمایی                          | مقصدهای پروازی                                                                                          |
| ------------------------------------------ | --- |
| Aer Lingus Regional اجرا توسط استوبارت ایر | دوبلین                                                                                                  |
| رایان‌ایر                                   | برلین شونفلد (آغاز از ۲ نوامبر ۲۰۱۷)، فرانکفورت-هان، لوتن لندن، استانستد لندن فصلی: آلیکانته-الچه، فارو |